# 万拔文
万拔文（William Sandford Pakenham-Walsh，1868年—1960年4月26日）是一位英国圣公会差会（CMS）派往中国福州的传教士。
1868年，万拔文出生在爱尔兰的一个牧师家庭，毕业于都柏林三一大學。1897年，29岁的万拔文受英国圣公会差会派遣，前往中国福州传教，担任中国福州英国侨民教堂福州圣约翰堂的牧师，到52岁回国为止。并主持1883年创办的广学书院和榕南两等小学堂，1907年又创办圣马可书院，连同广学书院和榕南两等小学成为八年制的福州三一学校，1911年购得俄国领事馆，1912年改为三一书院（今福州市仓山区公园路8号福州外国语学校），辖小学、中学、汉英三部。神学校。1919年退休，由来必翰接任。1921年返回英国，此后成为一名热心的学者和教育家，以及北安普敦郡南區受敬重的牧师。1960年去世，享年92岁。
1925年，三一书院校友在校内兴建高18米的哥特城堡式三层红砖钟楼建筑思万楼，以纪念第一任校长万拔文。
万拔文晚年的著作《都铎王朝的故事》描写了安·波林如谜一般的生平。